# Fatale Obsession
Pour plus de détails, voir Fiche technique et Distribution.
Fatale Obsession (El túnel) est un film espagnol réalisé par Antonio Drove, sorti en 1988.
Il s'agit d'une adaptation du roman argentin Le Tunnel (El túnel) d'Ernesto Sábato, paru en 1948

## Synopsis
Un peintre commence une aventure avec une femme particulièrement touchée par l'un de ses œuvres.

## Fiche technique
- Titre : Fatale Obsession
- Titre original : El túnel
- Réalisation : Antonio Drove
- Scénario : Carlos A. Cornejo, José A. Mahieu, Antonio Drove et Ernesto Sábato (supervision) d'après son roman Le Tunnel (El túnel), paru en 1948.
- Musique : Augusto Algueró
- Photographie : Gilberto Azevedo
- Montage : Pilar Soto
- Production : Arturo Feliu
- Société de production : Santiago Cinematografica
- Pays :  Espagne
- Genre : Drame et thriller
- Durée : 107 minutes
- Dates de sortie : 
  -  Espagne : 29 avril 1988

## Distribution
- Jane Seymour : Maria Iribarne
- Peter Weller : Juan Pablo Castel
- Manuel de Blas : Hunter
- Fernando Rey : Allende
- Marga Herrera : la prostituée
- Victoria Zinny : Mimi

## Distinctions
Le film a été nommé deux fois aux prix Goya